# 36783 Kagamino
Kagamino (asteroide 36783) é um asteroide da cintura principal. Possui uma excentricidade de 0.21009990 e uma inclinação de 6.80987º.
Este asteroide foi descoberto no dia 23 de setembro de 2000 por BATTeRS em Bisei SG Center.